# Фадеев, Юрий Дмитриевич
Ю́рий Дми́триевич Фаде́ев (24 января 1932 — 22 декабря 2014) — советский и российский дипломат. Чрезвычайный и полномочный посол (1992).

## Биография
Окончил Московский институт востоковедения по специальности «страновед по Корее» (1954), Высшую дипломатическую школу МИД СССР (1965) и факультет повышения квалификации при Дипломатической академии МИД СССР. На дипломатической работе с 1959 года.
- В 1954—1958 годах — переводчик Посольства СССР в КНДР.
- В 1958—1959 годах — старший экономист Отдела по экономике стран Востока в Госкомитете Совмина СССР по внешним экономическим связям.
- В 1959—1963 годах — атташе, третий секретарь Посольства СССР в КНДР.
- В 1965—1973 годах — первый секретарь, советник Посольства СССР в КНДР.
- В 1973—1984 годах — советник I Дальневосточного отдела, заведующий корейским сектором, заместитель заведующего отделом МИД СССР.
- В 1984—1987 годах — старший советник Постоянного представительства СССР при ООН в Нью-Йорке.
- В 1987—1990 годах — заместитель начальника Управления социалистических стран Азии МИД СССР.
- В 1990—1992 годах — заместитель начальника Управления стран Дальнего Востока и Индокитая МИД СССР, затем России.
- С 24 января 1992 по 12 августа 1996 года — чрезвычайный и полномочный посол Российской Федерации в КНДР[1][2].
- В 1996—1998 годах — посол по особым поручениям МИД России, председатель российской делегации в межправительственной Смешанной российско-корейской демаркационной комиссии.

С 1998 года — в отставке. 
Скончался в Москве 22 декабря 2014 года на 83 году жизни. Похоронен на Ваганьковском кладбище.

## Дипломатический ранг
- Чрезвычайный и полномочный посол (24 января 1992)[3].

## Награды и почётные звания
- Медаль «За трудовое отличие»;
- Медаль «Ветеран труда»;
- Почётный работник Министерства иностранных дел Российской Федерации.

## Семья
Был женат, двое детей.

## Публикации
- Великие плоды братства // Освобождение Кореи. — М.: ГРВЛ, 1976. С. 303—334. (подп.: Дмитриев Ю. Д.).
- Строительство социализма в Корейской Народно-Демократической Республике // Новая и новейшая история. 1978, № 3. С. 145—158.
- Корейская Народно-Демократическая Республика: славное тридцатилетие // Проблемы Дальнего Востока. 1978, № 3. С. 21-30.
- New USSR Foreign Policy: A Product of Soviet Perestroika // ROK -USSR Cooperation in a New International Environment. — Seoul: Institute of Foreign Affairs and National Security, 1991. Pр. 39-50.
- Multilateral Security Cooperation in Northeast Asian and Korea // New Discourses on a Peace Regime in the Northeast Asia and Korea: Contending Views and New Alternatives. — Seoul: Research Institute for Intl. Affairs, 1996. Рр. 51-60.